# Intsika Yethu
Intsika Yethu (officieel Intsika Yethu Local Municipality) is een gemeente in het Zuid-Afrikaanse district Chris Hani.
Intsika Yethu ligt in de provincie Oost-Kaap en telt 145.372 inwoners.

## Hoofdplaatsen
Het nationaal instituut voor de statistiek, Stats SA, deelt sinds de census 2011 deze gemeente in in 364 zogenaamde hoofdplaatsen (main place):
Anoves • Arosi • Baku • Banzi • Bhesi • Bilatye • Blasini Village • Bolana • Bongweni • Botani • Bukwana • Bulawayo • Camama • Catshile • Cicina • Cofimvaba • Cuba • Cube • Cubeni • Cungwana • Damane • Daza • Diamond • Dlakavu • Dratashe • Ecwebeni • Edayimani • Efama • Ehukwini • Ekofini • Ekuxeni • eLalini • eLeni • eLuqolweni • Elutshabeni • Emahlathini • Emahodini • eMangweni • Emaqamini • eMatyolweni • eMawusheni A • eMawusheni B • eMazizini • Emndeni • Emntla • Emzantsi • eNdulini • Engxingweni • eNgxingweni A • eNgxingweni B • eNtilini • eNtwashwini • eQolweni • Eshweni Village • eSikobeni • eSingeni B • eSingeni C • eSixhotyeni • Ezinkomeni • Fama • Gageni • Gandu • Gcibala • Gcibaloma • Gcina • Gcingca • Gesini • Gqogqora • Gugwana • Gugwini • Gungubele • Guse • Gxwalibomvu • Halane • Intsika Yethu • Intsika Yethu NU • Jojweni A • Jojweni B • Jwayi • Katana • KK Village/Mawuleni • Komkhulu • Komkulu • Komkulu A • Komkulu B • Komkulu C • Komkulu D • Ku-Bhanti • KuGongqo • KuHange A • KuHange B • Kuholi • Kulo-Ngqayi • Kulufini • KuLuqolo • KuMabangula • KuMahlungulu • KuMangobomvu • KuMaya A • KuMaya B • KuMbaxa • KuMdange • KuMngqanga • KuMtyamde • KuNdungwana • KuNgqwaru • KuNobopa • KuNongqodi • Kuntlonze • Ku-Nxaybisa • KuNyongwane A • KuNyongwane B • KuPungutya • KuQwebeqwebe • KuTshatshu • KuWohlo A • KuWohlo B • Kwa Ntshintshi • KwaDlomo • KwaDudumashe • KwaDukatole • KwaFanti • Kwa-Fourty • KwaGajaza • KwaGcina • KwaGcina A • KwaGubevu • KwaHala • KwaJara • KwaKwebulana • KwaLuxomo • KwaMadikana • KwaMakaya • KwaMalindi • KwaManzi • KwaMaya • Kwamayi • KwaMbombela • KwaMgwenyane • KwaMhluzi • KwaMmangonkone • KwaMpotulo • KwaMtshabe • KwaMxonywa • KwaMzola • KwaNdibaniso • KwaNgali • KwaNongqongqwana • KwaNqinwayo • KwaNtsele • Kwanyewe • KwaNyoka • KwaNyumane • Kwa-Shweme • KwaSijula • Kwathendeshe • KwaTshatshu • KwaXelihagu • Kwenxuva • Lahlamlenze • Lahlangubo • Laleni • Lalini • Laljitini • Lokishini • Lower Cardiff • Lower KuSabalele • Lower Mtingwevu • Lower Tsojana Village • Lubusi Dam Gate • Lulwaneni • Luncwini • Luqolweni • Lusizini • Luxhomo • Mabentseni • Madlotsheni • Maduma • Madyoze • Magomeni • Mahlatini A • Mahlatini B • Mahlengele • Mahlubini • Mahlubini A • Makhuzeni • Makwayini • Mamfeneni • Mamfengwini • Mampingeni • Mampondweni • Mandlaneni • Mangweni • Mangweni A • Mangxongweni • Manzabelu • Maqingeni • Maqwateni • Maqwatini A • Maqwatini B • Marawuleni • Maruleni • Maselu • Matafeni • Matshaba • Matshona • Mavuso • Mawusheni • Maxambeni • Maxhame • Mayireni A • Mayireni B • Mazizini A • Mazizini B • Mbinzana • Mbudlu • Mbulu • Mbulukweza • Mcumngco • Mdarame • Mdeni • Mdeni A • Mdeni B • Mdlokolo • Mdunjeni • Mfihlo • Mgongxo • Mgwatyuzeni • Mgxobhozweni A • Mgxobhozweni B • Mhlonyaneni • Mjula • Mkobeni • Mkonjana • Mkukwini • Mkuthukeni • Mkwanti • Mkwezweni • Mlenze • Mmangweni • Mngwenyama • Mnqanqeni • Mnyangula • Mome • Mpotyo • Mpunga • Mqabaqabeni • Mqorwane • Msarweni • Mthonjeni • Mtimbini • Mtsheko • Mtyamde • Mvelase • Mxhelo • Nango • Ncambalala • Ncwini • Ndenxa • Ndenxe • Ndlunkulu • Ndungwana • Ng'ala • Ngaphezulu • Ngcaca • Ngceza • Ngojini • Ngonyama • Ngqumela • Ngqwaru • Nkolweni • Nkomfa • Nkomfeni • Nkonxeni • Nkwayi • Nobokwe • Nogate • Nonqoboqobana • Nontengo • Noxweba • Nqumakala • Ntabeni A • Ntabeni B • Ntlabatini • Ntlakwefolo • Ntozini • Ntshingeni • Ntshintshi • Ntshongeni • Ntsume • Ntwashwini • Nyalasa • Nyandeni • Nyanisweni • Nyhaba • Nyikima • Nyongwana • Nyongwana B • Papasini • Pesheya-Kwa-Nqoko • Pesikeni • Phelandaba • Phesheya Nququ • Phukwana A • Qamata • Qamatsa • Qaqeni • Qineni • Qombolo • Qumanco A • Qumanco B • Qungu • Qutsa A • Qutsa B • Rhwantsana • Rwantsana • Sabalele • Samela • Santile • Seru • Shushwana • Sidwadweni Village • Sigangeni • Sigxeni • Sihlaba • Sihobotini • Siqabeni • Siqikini • Situmba • Sixotyeni A • Sixotyeni B • Slevini • St. Mark's • Tabazini • Taiwan • Taleni • Tenza • Thabazini • Thunzini • Tshatshu • Tshayelela • Tshetshengwane • Tsomo • Tsomo Mission A • Tsomo Mission B • Tubeni • Tyawana • Umntla/Maseleni Village • uMzantsi A • uMzantsi B • uMzantsi C • Upper KuSabalele • Upper Mbulukweza • Vrystad • Vukuza • Wodehouse • Xabisweni • Xolobe • Xuluxomo • Xume • Zicubeni • Zidulini • Zigquthu • Zingadini.